# Юдин, Павел Александрович (государственный деятель)
Павел Александрович Юдин (18 [31] мая 1902, Тула — 10 апреля 1956, Москва) — советский государственный деятель, министр строительства предприятий тяжёлой промышленности (1946—1950), министр промышленности строительных материалов СССР (1950—1956).

## Биография
Родился в семье рабочего.
Начал работать с 1917 году — на Тульском оружейном заводе, затем — на железной дороге, с 1919 года — на Тульском патронном заводе.
С 1925 года — техник Крымского водного хозяйства, в 1925—1927 годах работал в Ферганском управлении водного хозяйства прорабом, инженером на строительстве электростанций.
В 1928 году вступил в ВКП(б). В 1929 году окончил Московский институт водного хозяйства.
В 1930 году — инженер на строительстве коксохимического завода в Алчевске, с 1931 года — главный инженер, начальник строительства коксохимического завода в Харькове, затем — старший инженер треста «Индустрой».
В 1933—1935 годах занимал руководящие должности в тресте «Буруголь» (Одесская область). С 1935 года — главный инженер треста «Металлстрой» (Москва), в 1937 году — управляющий трестом «Коксхиммонтаж» (Харьков).
В 1937—1939 годах — начальник Главного управления коксохимической промышленности Народного комиссариата тяжёлой промышленности СССР. В 1939 году был назначен заместителем народного комиссара топливной промышленности СССР.
С 1939 года — заместитель, в 1940—1946 годах — первый заместитель народного комиссара по строительству СССР. Лично отвечал за своевременность строительства и монтаж оборудования на заводах, эвакуированных на Урал и выпускавших танки «КВ» и другое вооружение.
С 19 января 1946 по 29 мая 1950 — народный комиссар, затем министр строительства предприятий тяжёлой индустрии СССР. С 29 мая 1950 года — министр промышленности строительных материалов СССР.
С 1952 года — кандидат в члены ЦК КПСС (избран 14 октября 1952 года на XIX съезде КПСС, повторно избран 25 февраля 1956 г. на XX съезде КПСС). В 1954 году избран депутатом Верховного Совета СССР.
Скончался 10 апреля 1956 года, прах погребён в Кремлёвской стене.

## Награды
- Награждён шестью орденами Ленина (в том числе 08.01.1943, 28.7.1949, 1952), орденом Трудового Красного Знамени (18.01.1939) и медалями.[6]

## Цитаты
П. А. Юдин был строителем, глубоко понимающим дело, прямым и доброжелательным человеком, которому всё можно сказать.— В. Дымшиц.